# Yacine Adli
Yacine Zinédine Adli, zkráceně jen Yacine Adli (29. červenec 2000, Vitry-sur-Seine, Francie) je francouzský fotbalista, který hraje na pozici záložníka za italskou Fiorentinu, kde je na hostování z Milána.

## Přestupy
- z PSG do Bordeaux za 5 500 000 Euro
- z Bordeaux do Milán za 8 500 000 Euro
- z Milán do Fiorentina za 1 500 000 Euro (hostování)

## Kariéra
Byl fotbalově vychovaný v mládežnické akademii PSG. V seniorském týmu byl jeden a půl roku a za tu dobu odehrál jedno utkání a to 19. května 2018 proti Caen (0:0). V lednu 2019 jej koupilo Bordeaux se kterým podepsal smlouvu na čtyři a půl roku.
Dne 31. srpna 2021 jej koupil Milan, který ho nechal na další rok na hostování do Bordeaux. V té sezoně patřil mezi nejlepší hráče v klubu a tak po konci sezony odešel do Itálie dobře rozehrán. Jenže první sezona mu vyšla špatně, protože trenér Pioli jej stavil jen jako náhradníka a to jen do 6 utkání. Do prvního utkání naskočil 27. srpna 2022, při výhře 2:0 proti Boloni.

## Statistiky
| Sezóna             | Klub               | Liga               | Liga   | Liga | Ligové poháry | Ligové poháry | Ligové poháry | Kontinentální poháry | Kontinentální poháry | Kontinentální poháry | Celkem | Celkem |
| Sezóna             | Klub               | Soutěž             | Zápasy | Góly | Soutěž        | Zápasy        | Góly          | Soutěž               | Zápasy               | Góly                 | Zápasy | Góly   |
| ------------------ | ------------------ | ------------------ | ------ | ---- | ------------- | ------------- | ------------- | -------------------- | -------------------- | -------------------- | ------ | ------ |
| 2017/18            | PSG                | Ligue 1            | 1      | 0    | FP+FLP        | 0+0           | 0             | -                    | 0                    | 0                    | 1      | 0      |
| 2018/19            | PSG                | Ligue 1            | 0      | 0    | FP+FLP        | 0+0           | 0             | -                    | 0                    | 0                    | 0      | 0      |
| 2019               | Bordeaux           | Ligue 1            | 7      | 0    | -             | 0             | 0             | -                    | 0                    | 0                    | 7      | 0      |
| 2019/20            | Bordeaux           | Ligue 1            | 21     | 3    | FP+FLP        | 2+2           | 0             | -                    | 0                    | 0                    | 25     | 3      |
| 2020/21            | Bordeaux           | Ligue 1            | 35     | 2    | FP            | 1             | 0             | -                    | 0                    | 0                    | 36     | 2      |
| 2021/22            | Bordeaux           | Ligue 1            | 36     | 1    | FP            | 0             | 0             | -                    | 0                    | 0                    | 36     | 1      |
| Celkem za Bordeaux | Celkem za Bordeaux | Celkem za Bordeaux | 99     | 6    | -             | 5             | 0             | -                    | 0                    | 0                    | 104    | 6      |
| 2022/23            | Milán              | Serie A            | 6      | 0    | IP+IS         | 0+0           | 0+0           | LM                   | 0                    | 0                    | 6      | 0      |
| 2023/24            | Milán              | Serie A            | 24     | 1    | IP            | 2             | 0             | LM+EL                | 3+4                  | ?0+0                 | 33     | 1      |
| Celkem za Milán    | Celkem za Milán    | Celkem za Milán    | 30     | 1    | -             | 2             | 0             | -                    | 7                    | 0                    | 39     | 1      |
| 2024/25            | Fiorentina         | Serie A            | 24     | 4    | IP            | 0             | 0             | EKL                  | 4                    | 1                    | 28     | 5      |
| Celkově            | Celkově            | Celkově            | 154    | 11   | -             | 7             | 0             | -                    | 11                   | 1                    | 172    | 12     |

## Úspěchy

### Klubové
- vítěz francouzské ligy (1x)

PSG: 2017/18
- vítěz francouzského poháru (1x)

PSG: 2017/18
- vítěz francouzského ligového poháru (1x)

PSG: 2017/18
- vítěz francouzského superpoháru (1x)

PSG: 2018

### Reprezentační
- 1× účast na MS 20 (2019)